# رود شرنک
رود شرنک (روسی: Шренк) یک رودخانه در سرزمین کراسنویارسک کشور روسیه است.